# 赵镛
赵镛，江西南丰人，清朝政治人物。进士出身。
道光六年（1826年）丙戌科進士。道光二十年（1840年）任福建漳州府知府，道光二十五年（1845年）任福州府知府。